# Kotliny (dolina)

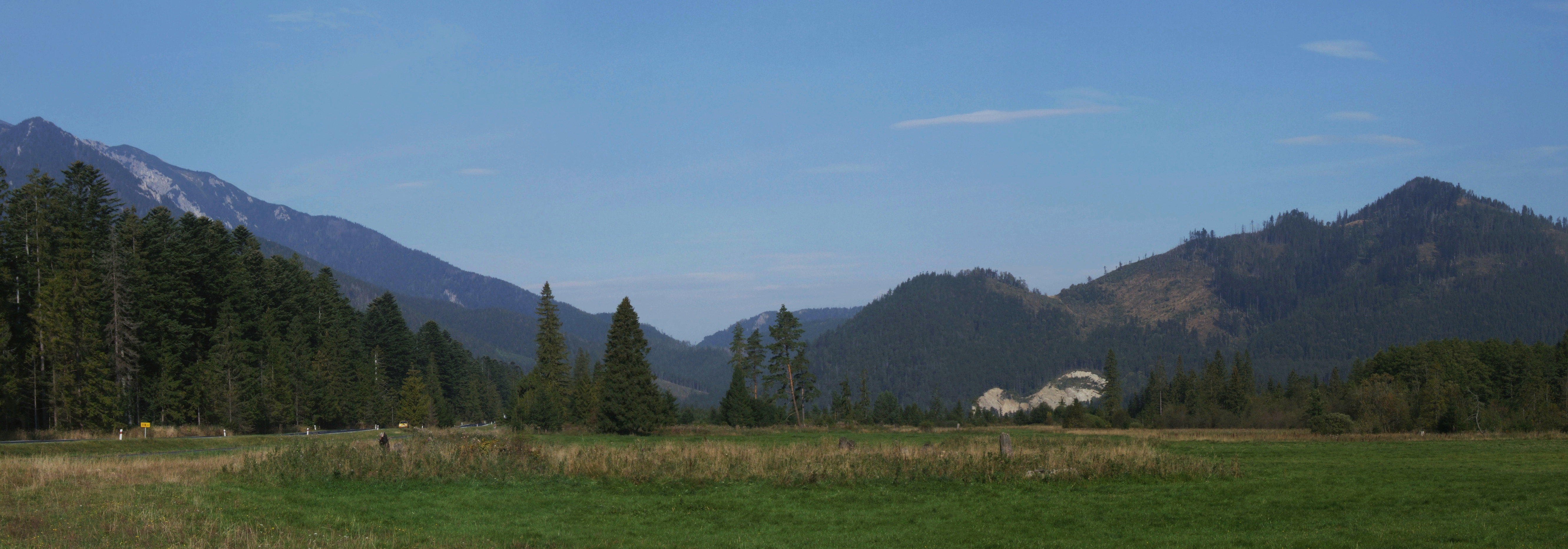
Od lewej: Tatry, Dolina Kotliny i Magura Spiska

Dolina Kotliny lub po prostu Kotliny (słow. dolina Kotliny, niem. Kotliner Tal, Kesseltal, węg. Katlan-völgy) – dolina na Słowacji oddzielająca północno-wschodnią część Tatr Bielskich od Magury Spiskiej. Ciągnie się od Tokarni po Kobyli Wierch. Jest przedłużeniem Doliny Zdziarskiej na południe i wraz z nią należy do Rowu Zdziarskiego.
Kotliny to wąska i całkowicie zalesiona dolina. Jej dnem płynie Bielski Potok i biegnie Droga Wolności, a u wylotu Kotlin znajduje się miejscowość Tatrzańska Kotlina. Z tatrzańskiej strony opadają do Kotlin cztery doliny. W kolejności od północy na południe są to: Dolina za Tokarnią, Dolina Czarna Bielska, Dolina Sucha Bielska i Drabina. Ze strony Magury Spiskiej wznosi się nad Kotlinami zalesiony grzbiet Palenicy Lendackiej, w którym brak większych dolin.